# Болетин
Болетин или Болетино (на албански: Boletini, Болитини, на македонска литературна норма: Болетин) е село в Северна Македония, в община Маврово и Ростуше.

## География
Селото е разположено в областта Долна Река на левия бряг на Радика в пролома ѝ между Дешат и Чаушица.

## Етимология
Според „Българския етимологичен речник“ етимологията на името Болетино е от личното име Болета < Болѧта. Сравнимо е руското местно име Болята, както и Злетово от личното име *Злѧта. Според Йордан Заимов етимологията на името е от диалектното боле, болье „повече“, „по-добре“. Сравними са местното име Боли връх при Хърсово, Светиврачко, личното име Болислав в Петричко и Пазарджишко, местните име Болева ливада при Коприва, Кюстендилско, Болевеец при Тишаново, Кюстендилско, Больовска махала при Пелатиково, Кюстендилско, Болев дол в Царибродско.

## История
В XIX век Болетин е торбешко село в Реканска каза на Османската империя. В „Етнография на вилаетите Адрианопол, Монастир и Салоника“, издадена в Константинопол в 1878 година и отразяваща статистиката на населението от 1873 година, Болетин (Bolétine) е посочено като село с 30 домакинства, като жителите му са 80 помаци.
Според статистиката на Васил Кънчов („Македония. Етнография и статистика“) в 1900 година Болетин има 330 жители българи мохамедани.
На Етнографската карта на Битолския вилает на Картографския институт в София от 1901 година Волетин е чисто помашко (българомохамеданско) село в Реканската каза на Дебърския санджак с 45 къщи.
Според преброяването от 2002 година селото е без жители.